# Теба (супутник)
Теба (грец. Θήβη; лат. Thebe) — четвертий за віддаленістю від планети супутник від Юпітера, відомий також під назвою Юпітер XIV.

## Відкриття
Відкритий у 1979 році американським астрономом Стівеном Сіннотом космічним зондом «Вояджер-1», отримав тимчасове позначення S/1979 J 2. «Вояджер-2» сфотографував супутник у 1980 році. У 1983 році отримав офіційну назву Теба — за іменем персонажа давньогрецької міфології — німфи, в яку були закохані Зевс (в римському пантеоні — Юпітер). Космічний зонд «Галілео» між 1996 і 2003 роками спостерігав і фотографував поверхню супутника.

## Орбіта
Супутник проходить повний оберт навколо Юпітера на відстані приблизно 221 889 км (3,11 радіуса Юпітера). Сидеричний період обертання становить 0,6745 земних діб. Орбіта має ексцентриситет ~0,018. Нахил ретроградної орбіти до локальної площини Лапласа 1,076°.

## Фізичні характеристики
Теба має діаметр приблизно 116×98×84 км, альбедо 0,047. Оціночна густина 0,86 г/см³. Маса супутника складає ~4,3×1017 кг. Поверхня супутника червоного кольору і має декілька кратерів.
На поверхні супутника три або чотири великі метеоритні кратери, найбільший кратер діаметром близько 40 км, названий Зет — за іменем персонажа давньогрецької міфології — сина Зевса і Антіопи.